# ENEOS和歌山石油精製
ENEOS和歌山石油精製株式会社（エネオスわかやませきゆせいせい）は、和歌山県海南市に本社を置く潤滑油メーカー。ENEOS株式会社（旧・三菱石油→日石三菱→新日本石油→JX日鉱日石エネルギー→JXエネルギー→JXTGエネルギー）の子会社で、ENEOSから原料を仕入れ、潤滑油に加工し販売している。またETBEの輸入1次基地も担っている。
かつては富士興産の関連会社として、同社の潤滑油を製造していた。また、生産拠点の海南工場は、かつて富士興産が買収した昭和石油（昭和シェル石油を経て現・出光興産）の海南製油所を源流とする。

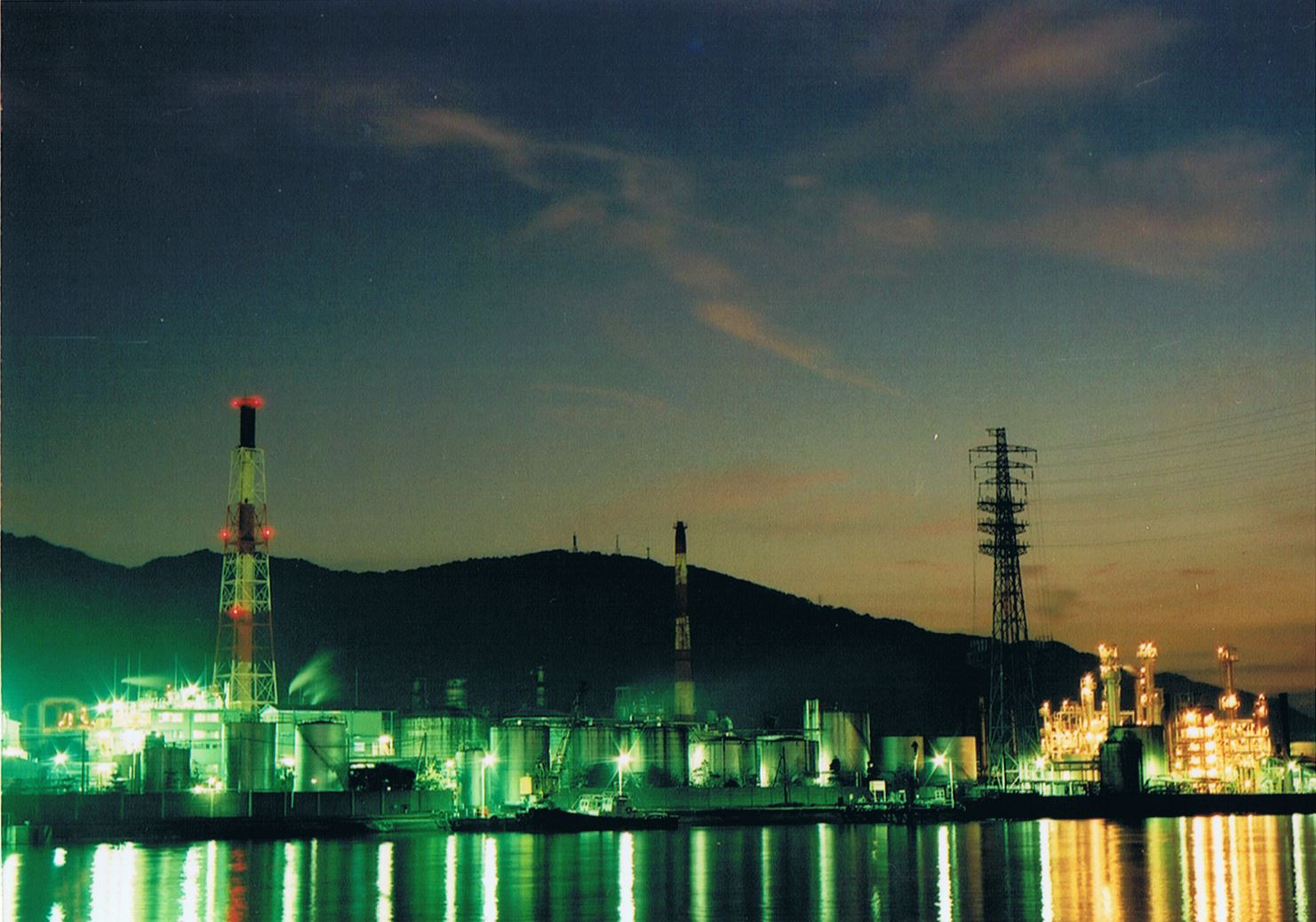
海南港から見たプラントの夜景

## 沿革
- 1992年（平成4年）3月20日 - 会社設立。旧・海南石油精製の資産を引き継ぐ。
- 2001年（平成13年）4月1日 - 原油精製終了、潤滑油製造専業に移行。
- 2004年（平成16年）5月 - 富士興産の潤滑油製造からの撤退に伴い、同社の関連会社から新日本石油の子会社となる。

## 製造品一例
仕入れた減圧軽油（常圧蒸留の残油からアスファルト及び燃料を除いたもの）から潤滑油基油を製造、更にそれら基油を用いた潤滑油製品も製造している。そのほか灯油から溶剤も製造している。
代表的なものとしてはENEOSのエンジンオイル「サスティナ」に使用されているベースオイルWBASE（ダブル・ベース）は、当社海南工場で2008年から製造されている。またサスティナの製造も行っている。

## 法令違反など
- 海南工場において、1968年以来40年以上にわたり、排気ガス排出ガス中の煤塵濃度の測定を実施していなかったことが判明した[3]。同社の親会社に当たるJX日鉱日石エネルギー（当時）が、同社水島製油所で2011年に同様な法令違反があったことを受け、同社ならびにグループ会社に対して実態調査を実施していた。